# Aeroporto Teniente Rodolfo Marsh Martin
O Aeroporto Teniente Rodolfo Marsh Martin  (ICAO: SCRM, IATA: TNM) está situado na Antarctida em uma ilha chamada Bridgeman Sland, que faz parte do arquipélago Rei George I, de soberania Inglesa.
Existem 5 empresas aéreas que atendem a região e que fazem uso desse aeroporto: LAN Airlines, LAN Express, Linea Aerea SAPSA, National Airlines e Sky Airline.

## Condições da pista
A pista é de terra batida com 1.300 metros de comprimento e 70 metros de largura. O único Hangar mede 35m X 30m com uma entrada de 23m.

## Informações Gerais
Local:		Antártica
Hora:		UTC-4
Latitude:	-62.190833 	62°11’27,00”S
Longitude:	-58.986667	058° 59' 12.00" W
Altitude:	147 pés		45 metros

## Comunicação
TWR	MARSH APP 118.1 119.7 5583 8867 10024 17907